# Fatih Kuruçuk
Fataih Kuruçuk (Balçova, 21 gennaio 1998) è un calciatore turco, difensore del Fatih Karagümrük.

## Carriera

### Club
Cresciuto nel settore giovanile del Göztepe, debutta in prima squadra il 22 settembre 2015 in occasione dell'incontro di Türkiye Kupası vinto ai rigori contro l'Erzurumspor FK, match dove realizza la rete del momentaneo 1-0.
Nel gennaio del 2017 viene prestato al Fethiyespor in terza divisione, dove gioca 7 incontri.
Il 18 agosto seguente viene ceduto a titolo definitivo al Fatih Karagümrük, militante in TFF 2. Lig. Dopo una prima stagione conclusa al quartultimo posto con il club rossonero ottiene due promozioni consecutive approdando quindi in Süper Lig nella stagione 2020-2021. Il 21 novembre 2020 esordisce nella massima divisione turca nel match pareggiato 1-1 contro il Sivasspor.
Il 2 giugno 2021 si trasferisce all'Hatayspor.

### Nazionale
Ha giocato nelle nazionali giovanili turche Under-17 ed Under-21.

## Statistiche
Statistiche aggiornate al 7 novembre 2021.

### Presenze e reti nei club
| Stagione        | Squadra          | Campionato      | Campionato | Campionato | Coppe nazionali | Coppe nazionali | Coppe nazionali | Coppe continentali | Coppe continentali | Coppe continentali | Altre coppe | Altre coppe | Altre coppe | Totale | Totale | Totale |
| Stagione        | Squadra          | Comp            | Pres       | Reti       | Comp            | Pres            | Reti            | Comp               | Pres               | Reti               | Comp        | Pres        | Reti        | Pres   | Reti   |        |
| --------------- | ---------------- | --------------- | ---------- | ---------- | --------------- | --------------- | --------------- | ------------------ | ------------------ | ------------------ | ----------- | ----------- | ----------- | ------ | ------ | ------ |
| 2015-2016       | Göztepe          | 1L              | 0          | 0          | CT              | 2               | 1               |                    | -                  | -                  |             | -           | -           | 2      | 1      |        |
| 2016-gen. 2017  | Göztepe          | 1L              | 0          | 0          | CT              | 3               | 0               |                    | -                  | -                  |             | -           | -           | 3      | 0      |        |
| gen.-giu. 2017  | Fethiyespor      | 2L              | 7          | 0          | CT              | 0               | 0               |                    | -                  | -                  |             | -           | -           | 7      | 0      |        |
| 2017-2018       | Fatih Karagümrük | 2L              | 28         | 1          | CT              | 2               | 0               |                    | -                  | -                  |             | -           | -           | 30     | 1      |        |
| 2018-2019       | Fatih Karagümrük | 2L              | 22         | 1          | CT              | 4               | 0               |                    | -                  | -                  |             | -           | -           | 26     | 1      |        |
| 2019-2020       | Fatih Karagümrük | 1L              | 24         | 5          | CT              | 3               | 0               |                    | -                  | -                  |             | -           | -           | 27     | 5      |        |
| 2020-2021       | Fatih Karagümrük | SL              | 14         | 0          | CT              | 2               | 0               |                    | -                  | -                  |             | -           | -           | 16     | 0      |        |
| 2021-2022       | Hatayspor        | SL              | 11         | 0          | CT              | 0               | 0               |                    | -                  | -                  |             | -           | -           | 11     | 0      |        |
| Totale carriera | Totale carriera  | Totale carriera | 106        | 7          |                 | 16              | 1               |                    | -                  | -                  |             | -           | -           | 122    | 8      |        |